# Иоганн Фридрих Великодушный
Иоганн Фридрих Великодушный (нем. Johann Friedrich der Großmütige; 30 июня 1503, Торгау — 3 марта 1554, Веймар, курфюршество Саксония) — курфюрст Саксонии с 16 августа 1532 по 24 апреля 1547. Из эрнестинской линии династии Веттинов, старший сын курфюрста Иоганна Твёрдого и Софии Мекленбургской.

## Биография
Сначала Иоганн правил совместно со своим братом Иоганном Эрнстом.
Секуляризация Иоганном Фридрихом духовных владений в Цейтце и Вирцене привела к распре между ним и его троюродным братом, Морицем Саксонским, который вышел из шмалькальденского союза. Заключив 14 октября 1546 года Пражский договор с императором Карлом V, который пообещал Морицу передать звание курфюрста, последний решил наказать Иоганна Фридриха, в силу произнесённой над ним императором имперской опалы.
С началом Шмалькальденской войны Иоганн Фридрих совместно с Филиппом Гессенским являлись лидерами протестантского союза. В сражении при Мюльберге, в 1547 году, Иоганн Фридрих был взят в плен и низложен. Сохранилась картина 1548 года «Курфюрст Иоганн Фридрих Великодушный играет в шахматы с испанским дворянином», на которой запечатлён драматический эпизод его пребывания в плену.
Приговорённый Карлом V к смерти, но помилованный, Иоганн подписал виттенбергскую капитуляцию, давшую герцогу Морицу Саксонское курфюршество (1548), последний ещё 4 июня 1547 года был торжественно возведён императором Карлом V на лугу  в курфюрсты.

Иоганн Фридрих отказался принять Аугсбургское временное постановление. Ему обещали свободу, чтобы склонить его принять вероисповедание императора, но это только утверждало его в преданности протестантской вере:
«Бог – говорил разорившийся князь – просветил меня знанием Своего Слова; я не могу оставить истину, чтобы не навлечь на себя вечного проклятия. Для чего мне принимать постановление, которое по многим существенным вопросам расходится со Священным Писанием, осуждать учение Иисуса Христа, которое я до этого исповедовал, и на словах одобрять то, что я считаю нечестием и заблуждением? Если я придерживаюсь августинского вероисповедания, то делаю это ради спасения души, пренебрегая мирским. После того как окончится эта тяжелая и жалкая жизнь, моей целью является стать причастником блаженной радости вечной жизни».
Иоганн Фридрих оставался в плену, пока Мориц своим нападением на императора близ Инсбрука в 1552 году не изменил последнему и тот по Пассаускому договору вынужден был освободить Иоганна Фридриха. По Наумбургскому договору 1554 года за тем были также оставлены земли, составившие затем владение Эрнестинской линии. Тем не менее, Иоганн Фридрих стал последним из эрнестинских курфюрстов.

## Семья
В 1526 году женился на Сибилле Клевской (1512—1554), дочери Иоганна III Клевского.
Дети:
- Иоганн Фридрих II (1529—1595), герцог Саксен-Готский в 1554—1566 годах.
- Иоганн Вильгельм (1530—1573)
- Иоганн Эрнст (1535).
- Иоганн Фридрих III (1538—1565).

## Образ в кино и на телевидении
- 1969 — Михаэль Кольхаас — бунтарь[нем.], х/ф, ФРГ. Роль Иоганна сыграл Антон Диффринг.